# Рафик Шами
Рафик Шами (на немски: Rafik Schami) е сирийско-германски писател, автор на романи, разкази, есета и книги за деца.

## Живот и творчество
Рафик Шами е син на хлебар, израства в семейството на християнски араби. Учи в йезуитско манастирско училище в Ливан и следва химия в университета на Дамаск. През 1965 г. започва да пише проза на арабски език.
През 1971 г. Шами се преселва във Федерална Република Германия. Подължава следването си по химия в Хайделбергския университет и през 1979 г. завършва с докторска степен. По време на следването се издържа като общ работник във фабрики, магазини, ресторанти и по строежи. Публикува многобройни тестове в списания и антологии – отначало на арабски, а след 1977 г. и на немски език.
През 1978 г. излиза пърата му книга „Други приказки“ (Andere Märchen) на немски. През 1980 г. става съосновател на литературната група „Южен вятър“ (Südwind) и на „Дружество за полинационална литература и изкуство“.
След 1982 г. Рафик Шами живее със семейството си в град Кирххаймболанден, провинция Рейнланд-Пфалц, като писател на свободна практика. От 1980 до 1985 г. е съиздател и автор на поредицата „Литература на южния вятър“.

## Публикувани речи и интервюта
- Vom Zauber der Zunge. Reden gegen das Verstummen, 1991, 1998
- Der brennende Eisberg. Eine Rede, ihre Geschichte und noch mehr, 1994
- Zeiten des Erzählens, Herausgegeben von Erich Jooß, 1994
- Hürdenlauf oder von den unglaublichen Abenteuern, die einer erlebt, der seine Geschichte zu Ende erzählen will, Rede in der Johann-Wolfgang-Goethe-Universität, Frankfurt am 28. Juni 1996
- Damals dort und heute hier. Über Fremdsein, Herausgegeben von Erich Jooß, 1998

## Награди и отличия
- 1985: „Награда Аделберт фон Шамисо“ (Förderpreis, für das Gesamtwerk)
- 1986: Thaddäus-Troll-Preis (BRD, für „Der Fliegenmelker“)
- 1987: Die blaue Brillenschlange (Schweiz, für „Eine Hand voller Sterne“)
- 1987: Ehrenliste des Staatspreises (Österreich, für das Gesamtwerk)
- 1987: Preis der Leseratten (ZDF, für „Eine Hand voller Sterne“)
- 1987: „Цюрихска награда за детска книга“ (за „Шепа, пълна със звезди“)
- 1989: Smelik-Kiggen-Preis (Niederlande, für das Gesamtwerk)
- 1990: Rattenfänger-Literaturpreis (BRD, für „Erzähler der Nacht“)
- 1990: „Вецларска награда за фантастика“ (за „Разказвачи на нощта“)
- 1991: Mildred L. Batchelder Award (USA, für „Eine Hand voller Sterne“)
- 1993: „Награда Аделберт фон Шамисо“
- 1994: „Награда Херман Хесе“ (за „Честният лъжец“)
- 1995: Preis der Deutschen Schallplattenkritik (BRD)
- 1996: Prix de Lecture à deux voix 96 (Frankreich, für „Der Schnabelsteher“)
- 1996: Preis der Deutschen Schallplattenkritik (BRD)
- 1997: Storytelling World Award (USA)
- 1997: „Награда Ханс Ерих Носак“ (за цялостно творчество)
- 1999: Buch des Monats Februar (Deutsche Akademie für Kinder- und Jugendliteratur, für „Der geheime Bericht über den Dichter Goethe“)
- 2003: „Вайлхаймска литературна награда“
- 2003: Kunstpreis Rheinland-Pfalz
- 2007: „Награда Нели Закс“
- 2009: Book of the Year Awards, Silber für „Die dunkle Seite der Liebe“
- 2010: IPPY-Goldmedaille für „Die dunkle Seite der Liebe“
- 2010: Brüder-Grimm-Professur der Universität Kassel
- 2011: „Награда Георг К. Глазер“ (für „Die Narbe des Hammels“)
- 2011: Preis Gegen Vergessen – Für Demokratie
- 2012: Eine Stadt. Ein Buch. der Stadt Wien für den Roman „Eine Hand voller Sterne“
- 2013: Das Hamburger Tüddelband für Kinder- und Jugendbuchautoren
- 2015: „Награда Херман Зинсхаймер“
- 2015: Auswahl von „Eine Hand voller Sterne“ als Ein Buch für die Stadt (Köln)
- 2015: Preis der Stiftung Bibel & Kultur (verliehen beim Deutschen Evangelischen Kirchentag in Stuttgart)
- 2015: „Голяма награда на Немската академия за детско-юношеска литература“
- 2016: Goldene Zeile des Deutschen Journalisten-Verbands (DJV), Bezirk Pfalz[1]
- 2018: „Награда Елизабет Ланггесер“
- 2018: Gustav-Heinemann-Friedenspreis für Kinder- und Jugendbücher, insbesondere für Sami und der Wunsch nach Freiheit